# Cainia desmazieri
Cainia desmazieri är en svampart som beskrevs av C. Moreau & E. Müll. 1978. Cainia desmazieri ingår i släktet Cainia och familjen Cainiaceae.   Inga underarter finns listade i Catalogue of Life.